# スタインシャー

スタインシャーの紋章

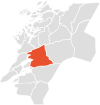
市の位置

スタインシャー （Steinkjer、ステインヒェルとも）は、ノルウェー、ヌール・トロンデラーグ県の都市。面積564平方キロメートル、人口20,451人（2004年）。

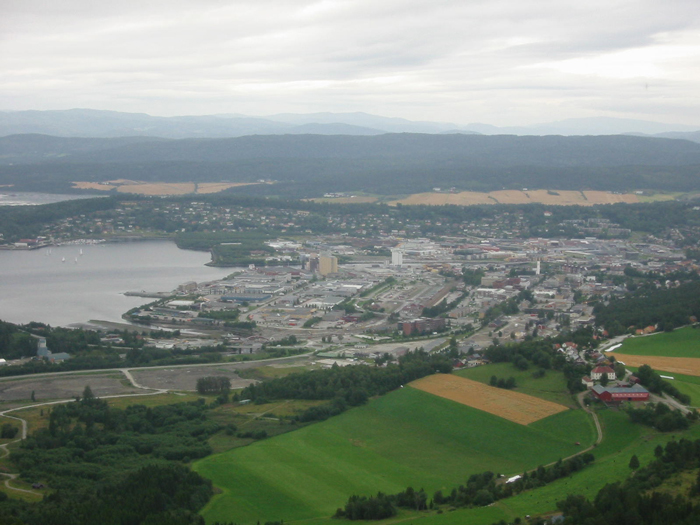
オフテナーセンの丘から見たスタインシャー市東部

## 歴史
ボラレイネンにある岩絵に、トナカイとクマが描かれていることから、石器時代から定住者がいたとされている。同じ地域のバーダールにさらに6000年ほど古い壁画が残る。
スタインシャーは、ヴァイキング時代初頭に最も強力な地盤の一つであった。キリスト教伝来以前のノルウェーでは、Mæreが古代スカンディナヴィア人の宗教的な場所として、神に供物を捧げたり、季節ごとの会合が行われていた。

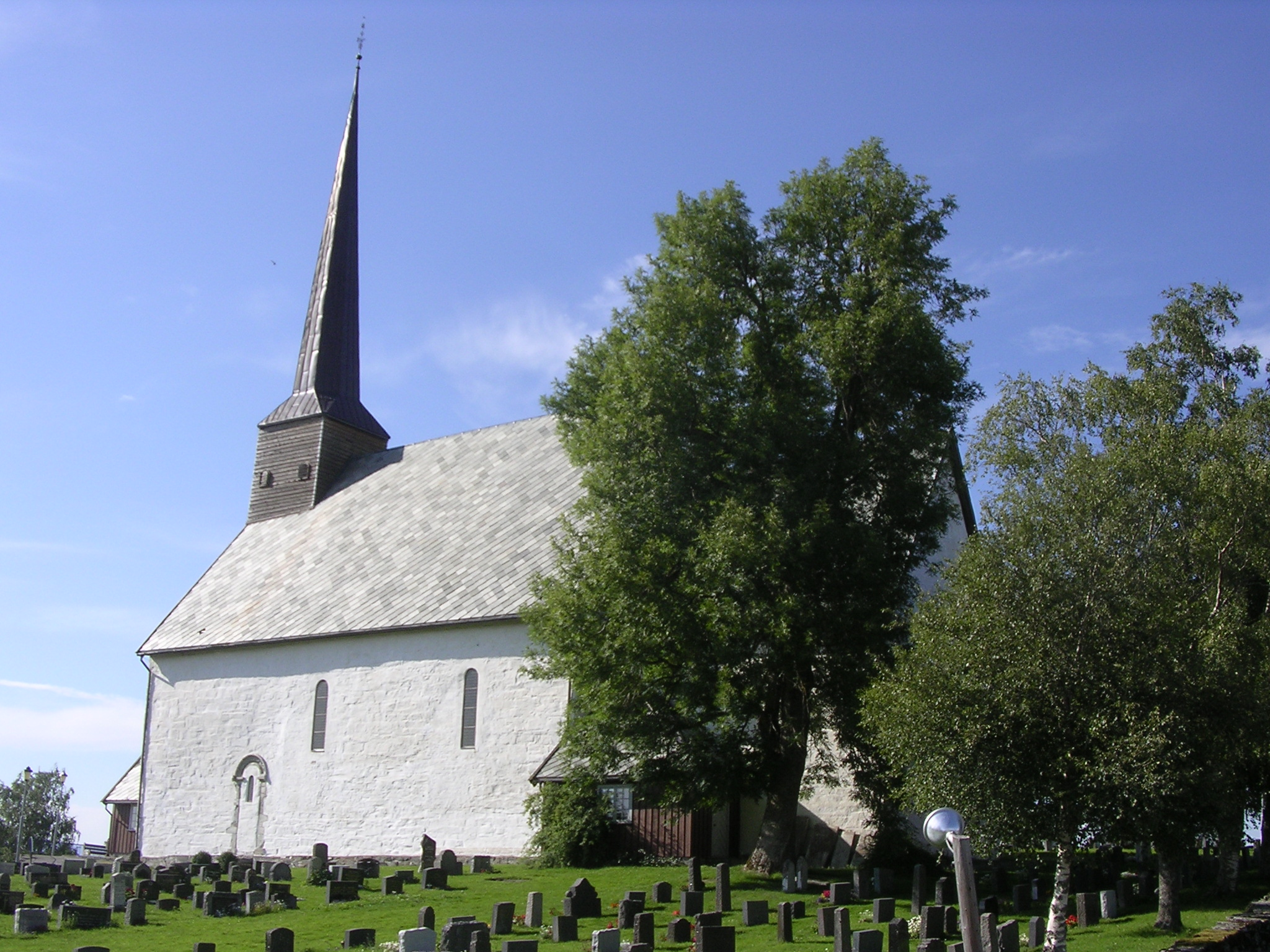
Mæreの中世の教会

現代史では、スタインシャーは2度の大きな災害に生き残った。最初は1900年に起きた大火で、町の南部分を焼失した。2度目の災難は、1940年4月21日に起きた。第二次世界大戦中、ドイツ空軍の爆撃機He111が飛来し、町の大半が空襲に遭ったのである。スタインシャー十字架教会のような、多くの価値ある歴史的建造物が失われた。スタインシャーの歴史を物語るものの大半がこの攻撃で破壊されたのである。
しかし町はアメリカ軍の援助で1945年以降素早く再建された。現在のスタインシャーの建物は1950年代から1960年代の間に建てられたもので、トロンヘイムやオーレスンにある戦前のアール・ヌーヴォー様式のものはほとんどない。空襲後も残った歴史的建造物は、鉄道駅と大学である。これらはアール・ヌーヴォー様式である。

### 名前の由来
かつてこの地にあった古い農地名Steinkjerに由来する。steinnは石、岩を意味し、kerは『魚を捕まえる柵』である。

### 紋章
1957年から使用している。6つの角のある星を表す（スタインシャーが6つの道が集まる場所であったため）。

## 地理
スタインシャーはトロンヘイム・フィヨルドの北の分枝ベイスタ・フィヨルドの最奥部にある。西はヴェランとの境界線となる山地である。スタインシャーから東へ60キロ行くと、隣国スウェーデンである。北はスノーサとナムダールセイ、南はインデロイとヴェーダールである。

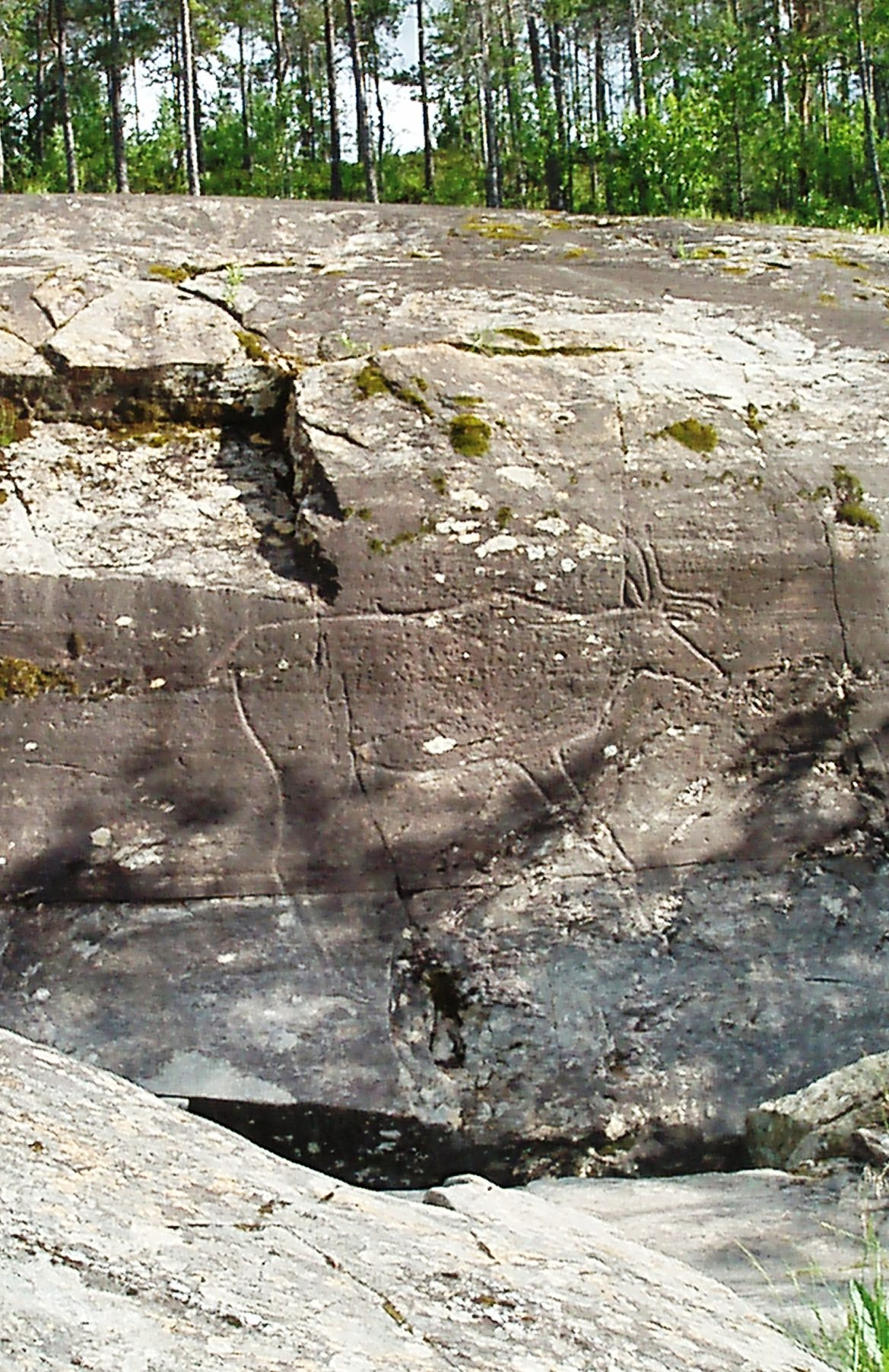
ボラレイネンの石器時代の絵

海岸から60キロ内陸にあり、スタインシャーは狭いスカルンスンデ水道を通し大西洋とつながっている。ノルウェー最長の斜張橋スカーンスンスブルア橋（全長1,010メートル）がスカルンスネとの間に架かっている。観光客はスカルンスネを通過する大型船でスタインシャーへ入ることができる。毎年沿岸高速船がフィヨルドを130キロ以上旅するクルーズをし、スタインシャーへも寄港する。低地の農業地帯と同じく、うねりのある丘とうっそうとしたトウヒの森林が点在する。
スタインシャーはE6道路でトロンヘイムから120キロ北の地点にある。トロンヘイムとスタインシャーの間にあるトロンヘイム・フィヨルド南部と東部は、300,000万人ほどの人口を抱えている。
トロンヘイムから鉄道ヌールランバネン線で来ることができる。

### 野鳥
豊富な種類の野生動物がある。ロムセン湖にはミミカイツブリの生息地である。森林地帯や農村地帯は一般的なノハラツグミやワキアカツグミが生息する。

### 自然
スタインシャーは、面積の広い自治体である。人口の半分が都市に集中し、残りは村落に住む。しかし町の多くは現在都市化が進行し、住宅やビルの建設が進む。
北方の豊かな農業地帯でもある。外見からも典型的な農業中心の自治体である。おまけに、広大な森林地帯が近い。市内で最も高いビルは40メートルあり、数キロ離れた南部からも見える。Kirknesvaag Sag & Høvleriは大規模な製材企業である。市中心部の半分以上は製材業の広大な工業団地である。海運はヌール・トロンデラーグ県の豊富な木材とセルロース運搬に関わっている。オウシュウトウヒが重要種である。

### 気候
スタインシャーより北部の地域とは地理的隔たりがある。北部の内陸地方よりはさらに過酷な気候である。スタインシャーの1月の平均気温は－5℃（最低気温が－25℃になることもある）で、北方の海岸地帯より寒い。夏は北方よりも温かく長いため（最高気温32℃になることがある）、野菜や穀物の生育に適している。スタインシャーは、人口の密集し温暖な南ノルウェーと、人口が希薄で酷寒の北ノルウェーとの境界の町といわれる。 

### 教育
- ヌール・トロンデラーグ大学